# Bitva u Žatce
Bitva u Žatce či bitva u Blšan byla menším válečným střetem mezi českým vojskem českého krále Jana Lucemburského a vojskem odbojného šlechtice Viléma Zajíce z Valdeka. Odehrála se 20. nebo 21. března 1318 v okolí zaniklé vsi Nevechovice (pozdější součást města Blšany) nedaleko Žatce v severozápadních Čechách. Skončila vítězstvím ozbrojenců Viléma Zajíce a zajetím části rytířů královského vojska, což posléze přispělo k uzavření tzv. Domažlických úmluv mezi oběma znepřátelenými stranami v dubnu téhož roku.

## Pozadí
Po turbulentních čtyřech letech, která uplynula od zavraždění posledního přemyslovského krále Václava III. roku 1306, nastoupil s podporou svého otce Jindřicha VII. Lucemburského na český trůn teprve čtrnáctiletý Jan, který pojal za manželku Václavovu sestru Elišku. Hned v úvodu své vlády se pokoušel upevnit moc v zemi, čelil však sporům s domácí šlechtou, jež jej vnímala jako cizince neznalého českých poměrů. Po smrti otce roku 1313 nezdědil Jan titul římského krále, podmínkou pro zvolení bylo totiž osmnáct let věku. Když Jan viděl, že větší šance na zvolení má rakouský vévoda Fridrich Sličný, což bylo nebezpečné pro české království, rozjel kampaň, na jejímž konci byl novým římským králem zvolen Ludvík IV. Bavor, od kterého pak získal pro české království řadu významných ústupků. Situaci mu neulehčila ani Eliška Přemyslovna, která se snažila obnovit vládu v duchu Přemyslovců, což v tu dobu bylo zcela nereálné.
Okolo roku 1315 se hlavním Janovým odpůrcem v zemi stal mocný šlechtic a zkušený válečník Vilém Zajíc z Valdeka. Stál v čele šlechty, která po Janu Lucemburském požadovala vyhnání cizinců z královské rady, a téhož roku na příkaz krále zajal Jindřicha z Lipé. Na panovnickém dvoře měl významné postavení a získal si důvěru královny Elišky, která mu v roce 1316 svěřila asi na půl roku opatrování prince Václava. V následujících letech podporoval nepřítomného krále a ve střetech se znepřátelenou šlechtou chránil královnu, kterou doprovodil do bezpečí na hradě v Lokti.
Po návratu krále Jana do země opět vypukly spory se šlechtou, které panovník odebíral úřady, navíc zhoršené neúrodou a šířením moru. 2. února 1318 se konal sjezd odbojné české šlechty na hradě Zvíkov, kterého se zúčastnili Vilém Zajíc a Petr I. z Rožmberka, a bylo rozhodnuto o vedení dalších vojenských akcí. Vojsko šlechty pak vytáhlo pustošit statky Buška z Boru v západních Čechách, jemuž král udělil úřad královského popravce na úkor dosavadního vykonavatele Oldřicha z Leuchtenberka.

## Průběh bitvy
O střetu se zmiňují některé soudobé prameny, např. Zbraslavská kronika, z nichž byla informace o bitvě převzata mj. historiky v 19. století, jako byli František Palacký či Karel Vladislav Zap. Ve své kronice bitvu uvádí také Václav Hájek z Libočan.
V březnu 1318 byl Jan Lucemburský pozván na setkání s římským císařem Ludvíkem do Chebu, kam se i se svou vojenskou družinou, částečně tvořenou rytíři z německých zemí, vydal z Prahy 20. března. Vojsko odbojné šlechty bylo o jeho přesunu informováno a Vilém Zajíc se rozhodl královu skupinu napadnout v rámci polního střetu.    
Bitva se odehrála 20. nebo 21. března 1318. Skupina vedená Vilémem Zajícem napadla patrně jen část jízdního královského vojska, které vyjelo hledat píci pro koně, a to poblíž tehdejší vesnice Nevechovice poblíž Žatce, tedy přibližně v půli cesty mezi Prahou a Chebem. Útočníci v poli vydobyli vítězství, část nepřátel pobili a několik desítek jich zajali (uvádí se počet 144 zajatců), včetně německých šlechticů Oldřicha z Hagenova, Oty z Donína a Konráda z Buchses. Král Jan se s velkou pravděpodobností do bitvy osobně nezapojil.

## Hodnocení bitvy
Dílčí bojová porážka části vojska Jana Lucemburského u Nevechovic pak znamenala značné oslabení jeho politiky a pozice v domácím prostředí. Spor skončil 23. dubna 1318 uzavřením tzv. Domažilických úmluv, ve kterých se král mj. zavázal zachovávat v zemských úřadech české šlechtice. Vilém Zajíc následně získal úřad nejvyššího maršálka.
Po rozpadu královského manželství v roce 1319 a obvinění královny Elišky ze spiknutí s cílem svrhnout krále se Vilém Janovi opět postavil a bránil Elišku v Janem Lucemburským obléhané Praze, nakonec i tento spor ale dopadl smírem. Vilém Zajíc pak zemřel v říjnu 1319 na následky zranění, které utrpěl v bitvě u Dáchova, bezvýznamné táborové potyčce v Bavorsku, kde podporoval krále Ludvíka IV.

## Památky bitvy
Na památku bitvy byla v místech střetu postavena dřevěná kaple zasvěcená sv. Václavu, na jejímž místě byl pak roku 1385 vybudován gotický kostelík. Obec zanikla v 15. století, kostel se však zachoval a prošel v 17. století barokní přestavbou. Funkční přestal být s koncem 18. století, posléze byl pobořen. Na jeho místě vznikla kaplička s reliéfem sv. Václava.